# Warsaw Open
Warsaw Open, tidigare J&S Cup, är en tennisturnering för damer som spelas årligen i Warszawa, Polen. Turneringen startade 1995 och spelas utomhus på grus. Den gjorde ett uppehåll från WTA-touren under 2008 men kommer under 2009 ingå under kategorin Premier.

## Resultat

### Singel
| År   | Mästare                   | Finalist            | Resultat           |
| ---- | ------------------------- | ------------------- | ------------------ |
| 1995 | Barbara Paulus            | Alexandra Fusai     | 7–6, 4–6, 6–1      |
| 1996 | Henrieta Nagyová          | Barbara Paulus      | 3–6, 6–2, 6–1      |
| 1997 | Barbara Paulus            | Henrieta Nagyová    | 6–4, 6–4           |
| 1998 | Conchita Martínez         | Silvia Farina Elia  | 6–0, 6–3           |
| 1999 | Cristina Torrens          | Inés Gorrochategui  | 7–5, 7–6(3)        |
| 2000 | Henrieta Nagyová          | Amanda Hopmans      | 2–6, 6–4, 7–5      |
| 2001 | Turneringen spelades inte |                     |                    |
| 2002 | Jelena Bovina             | Henrieta Nagyová    | 6–3, 6–1           |
| 2003 | Amélie Mauresmo           | Venus Williams      | 6–7, 6–0, 3–0 ret. |
| 2004 | Venus Williams            | Svetlana Kuznetsova | 6–1, 6–4           |
| 2005 | Justine Henin-Hardenne    | Svetlana Kuznetsova | 3–6, 6–2, 7–5      |
| 2006 | Kim Clijsters             | Svetlana Kuznetsova | 7–5, 6–2           |
| 2007 | Justine Henin             | Alona Bondarenko    | 6–1, 6–3           |

### Dubbel
| År   | Mästare                                  | Finalister                             | Resultat       |
| ---- | ---------------------------------------- | -------------------------------------- | -------------- |
| 1995 | Sandra Cecchini / Laura Garrone          | Henrieta Nagyová / Denisa Krajčovičová | 5–7, 6–2, 6–3  |
| 1996 | Olga Lugina / Elena Wagner               | Alexandra Fusai / Laura Garrone        | 1–6, 6–4, 7–5  |
| 1997 | Ruxandra Dragomir / Inés Gorrochategui   | Meike Babel / Catherine Barclay-Reitz  | 6–4, 6–0       |
| 1998 | Olga Lugina / Karina Habšudová           | Liezel Huber / Karin Kschwendt         | 7–6, 7–5       |
| 1999 | Cătălina Cristea / Irina Selyutina       | Amélie Cocheteux / Janette Husárová    | 6–1, 6–2       |
| 2000 | Tathiana Garbin / Janette Husárová       | Iroda Tulyaganova / Anna Zaporozhanova | 6–3, 6–1       |
| 2001 | Turneringen spelades inte                |                                        |                |
| 2002 | Jelena Kostanić / Henrieta Nagyová       | Evgenia Kulikovskaya / Silvija Talaja  | 6–1, 6–1       |
| 2003 | Liezel Huber / Magdalena Maleeva         | Eleni Daniilidou / Francesca Schiavone | 3–6, 6–4, 6–2  |
| 2004 | Silvia Farina Elia / Francesca Schiavone | Gisela Dulko / Patricia Tarabini       | 3–6, 6–2, 6–1  |
| 2005 | Tatiana Perebijnis / Barbora Strýcová    | Klaudia Jans / Alicja Rosolska         | 6–1, 6–4       |
| 2006 | Jelena Lichovtseva / Anastasija Myskina  | Anabel Medina / Katarina Srebotnik     | 6–3, 6–4       |
| 2007 | Vera Dusjevina / Tatiana Perebijnis      | Jelena Lichovtseva / Jelena Vesnina    | 7–5, 3–6, 10–2 |